# Локофоко
Локофоко (англ. Locofocos, Loco Focos, в переводе с англ. — «спичечная партия») — название фракции Демократической партии США, существовавшей с 1835 года до середины 1840-х годов. Первоначально фракция носила название «Партия за равные права» и была создана в Нью-Йорке в знак протеста против Таммани-холла — действовавшего в этом городе с 1790-х годов политического общества Демократической партии. В состав партии входили как антитамманийские демократы, так и ветераны не существовавшей уже в тому времени «Партии рабочих людей». Члены фракции выступали за невмешательство государства в экономику (считая любую государственную политику в области финансов противоречащей идеям демократии), за свободу торговли и против монополизации. Члены фракции принимали участие в так называемом мучном бунте 1837 года.
Название фракции происходило от названия особых самозажигающихся спичек, которые члены партии использовали 29 ноября 1835 года в Нью-Йорке на встрече с представителями Таммани-холла. Когда один из тамманийцев, стремясь приостановить заседание, выключил газовое освещение, радикальные демократы с помощью этих спичек зажгли свечи. После 1840 года влияние локофокос ограничивалось в основном Нью-Йорком и постепенно сходило на нет.
Среди представителей локофокос были Уильям Леггетт, Уильям Каллен Брайант и Уолт Уитмен.